# Thành phố Bankstown

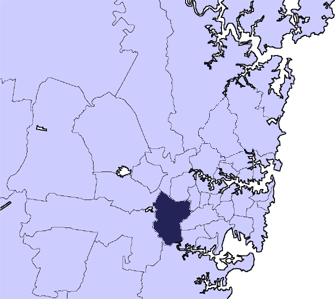
Thành phố Bankstown

Thành phố Bankstown (tiếng Anh: City of Bankstown) là một khu vực chính quyền địa phương (LGA) thuộc vùng Tây Nam Sydney, Úc với trung tâm là Bankstown.
Ngày 12 tháng 5 năm 2016, chính quyền NSW hợp nhất khu vực này với khu vực lân cận là thành phố Canterbury thành thành phố Canterbury-Bankstown.